# Žďárský rybník
Žďárský rybník   je velký rybník o rozloze vodní plochy 13,5 ha nalézající se v lese asi 0,7 km jihozápadně od centra  obce Žďár nad Orlicí  v okrese Rychnov nad Kněžnou. Samotný rybník se však nalézá na katastru obce Nová Ves. Po hrázi rybníka vede cyklotrasa č. 4158 spojující obec Albrechtice nad Orlicí s městem Borohrádek. Rybník je využíván pro chov ryb a v létě i pro koupání.

## Galerie

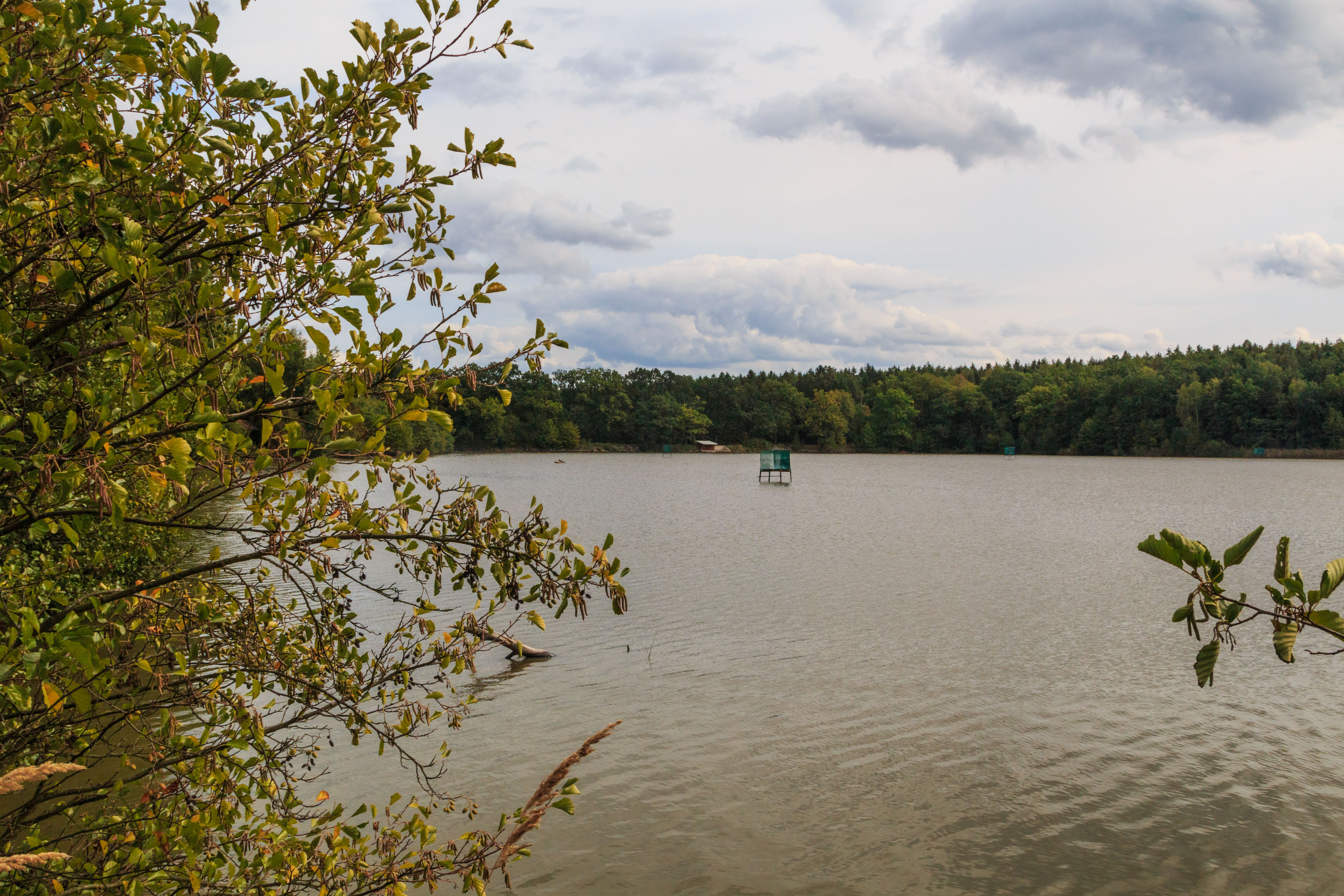
pohled na Žďárský rybník
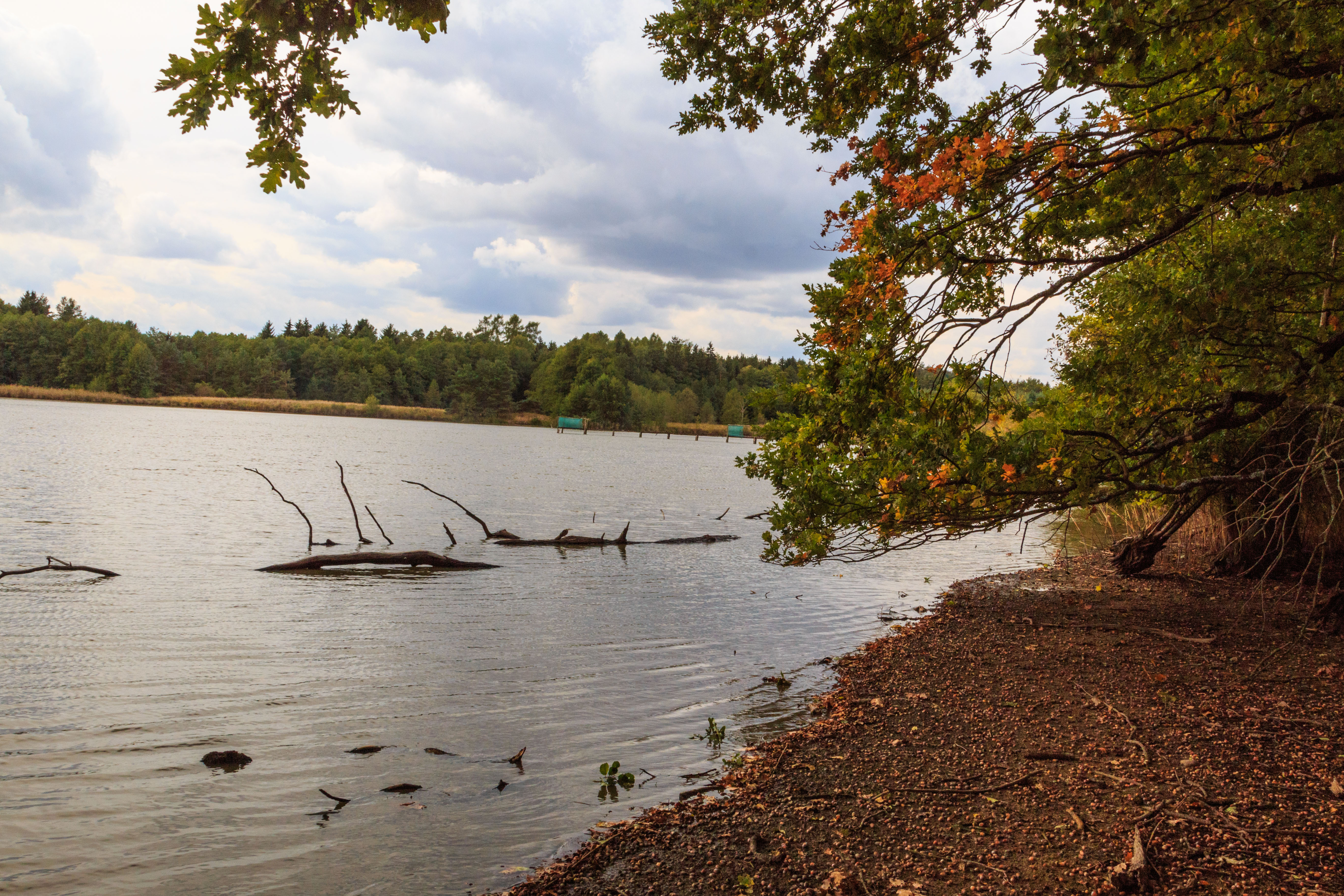
pohled na Žďárský rybník
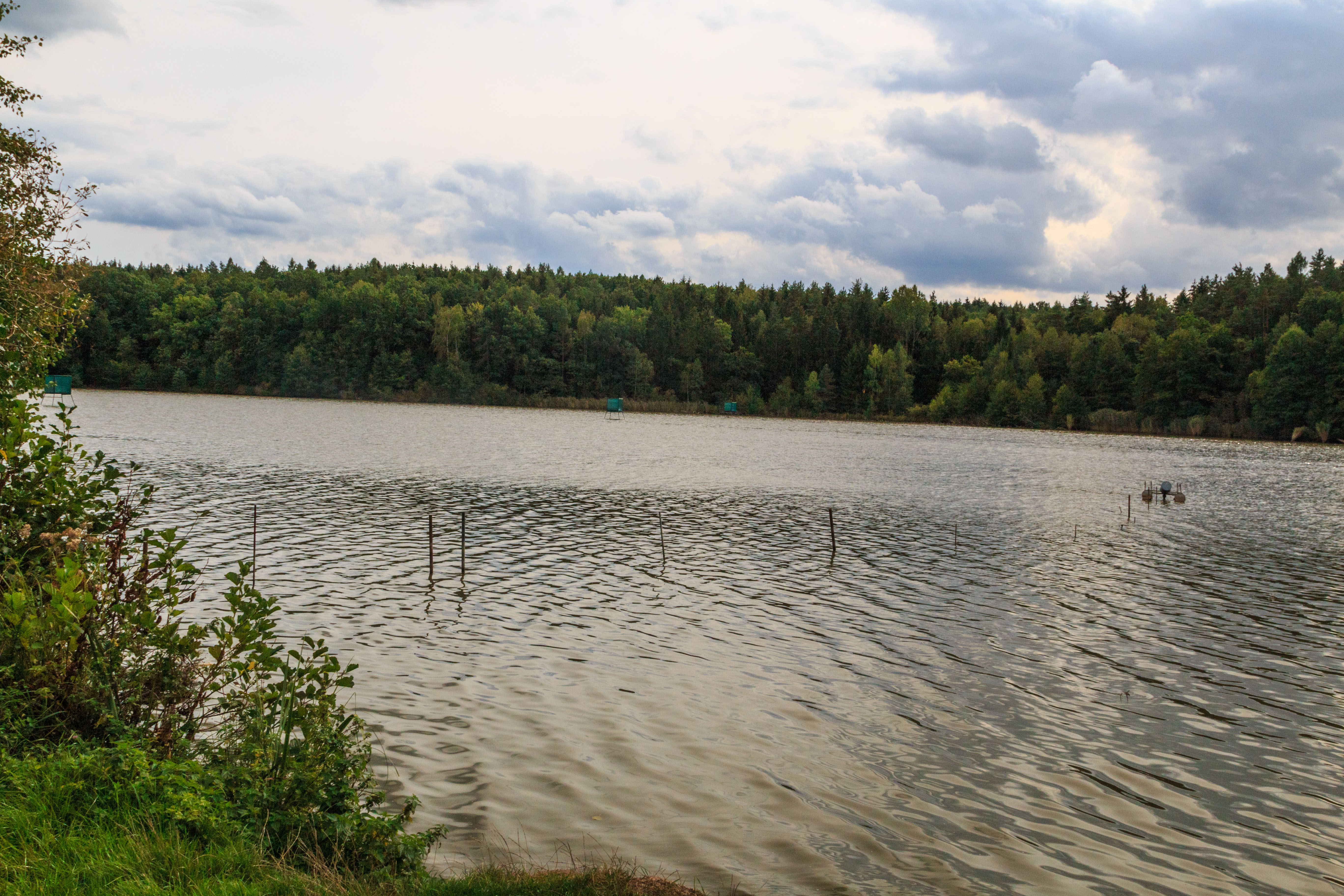
pohled na Žďárský rybník
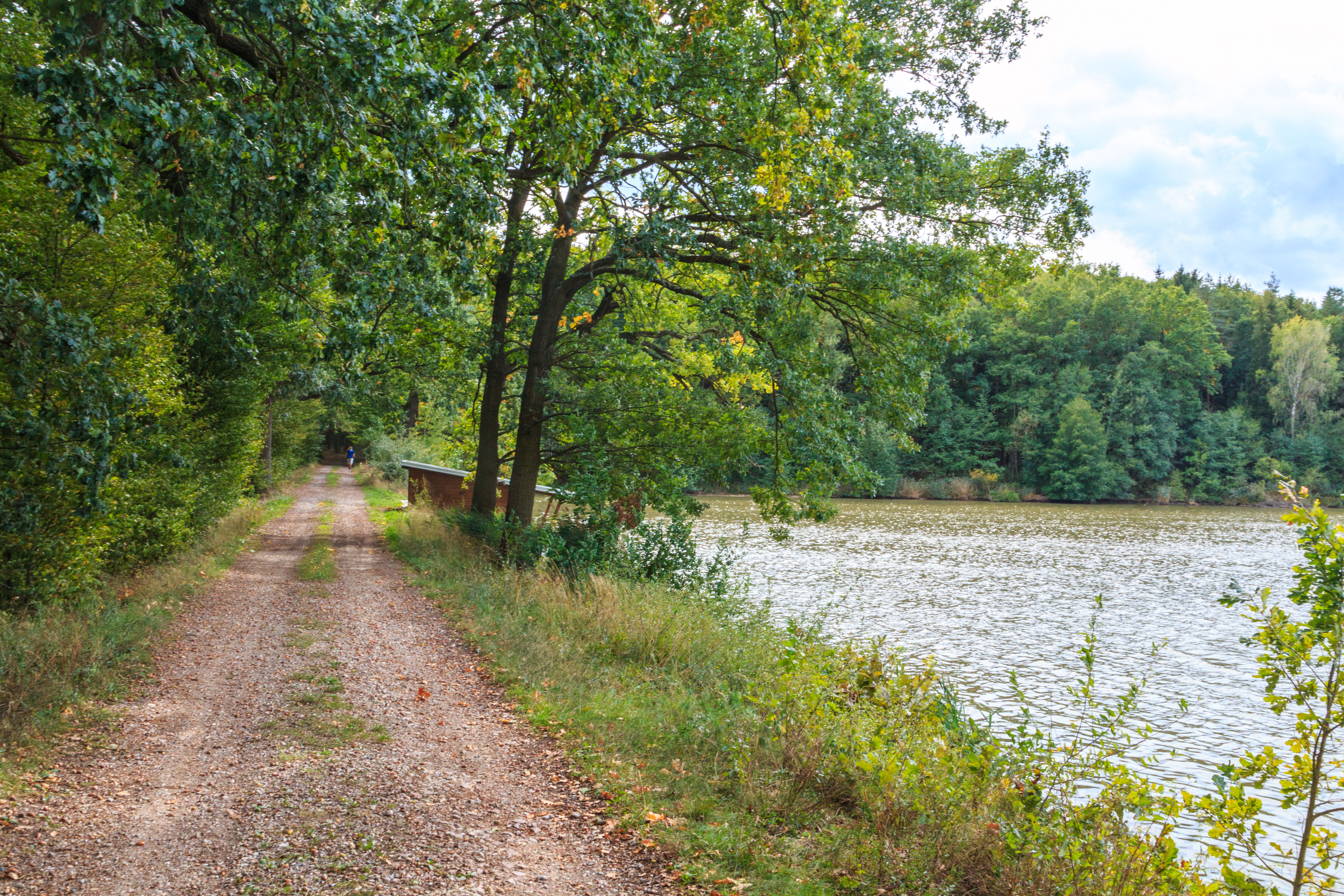
pohled na Žďárský rybník